# Jiří Holoubek
Jiří Holoubek (* 25. července 1975 Praha) je český moderátor, kytarista, zpěvák a flétnista.

## Život
Původní profesí je hráč na příčnou flétnu, vystudoval Vojenskou konzervatoř v Roudnici nad Labem. Na pozici koncertního mistra – sólisty působil nejdříve v Posádkové hudbě Karlovy Vary, v letech 1995 až 2002 pak v Posádkové hudbě Praha. Od roku 2000 moderoval v Country radiu, na stejné stanici byl v letech 2002 až 2004 programovým ředitelem. Od února 2011 je moderátorem stanice Český rozhlas Dvojka.
Je zakládajícím členem bluegrassové skupiny Reliéf (1996–2013), od září 2004 až do ukončení její činnosti na podzim 2021 byl členem skupiny Spirituál kvintet. Vlastní písničkovou tvorbu představil na CD projektu Jiří Holoubek Trio z roku 2013. Koncem roku 2021 stál u zrodu skupiny Spirituál kvartet, která navazuje a dále rozvíjí hudební odkaz Spirituál kvintetu. 